# Obwód głosowania
Obwód głosowania, obwód wyborczy – podstawowa jednostka organizacyjna utworzona na potrzeby przeprowadzenia wyborów czy referendum. 

## Charakterystyka
Obwody są jednostką techniczną, w której głosowanie rzeczywiście jest przeprowadzane. Są częścią większych jednostek: okręgów wyborczych, w ramach których następuje podział mandatów. W obwodzie głosowania znajduje się lokal wyborczy, gdzie oddaje się głosy i gdzie mieści się obwodowa komisja wyborcza, która nadzoruje przebieg głosowania. 
Obwody mogą mieć charakter :
- stały - obejmują określony obszar, często powiązany z jednostkami podziału terytorialnego. Najczęściej mają charakter stały (utworzone są do przeprowadzenia wielu kolejnych wyborów). Na osobnych zasadach tworzy się obwody głosowania dla obywateli przebywających za granicą lub na statkach morskich[4].
- odrębny (obwody odrębne, zamknięte, specjalne[5]) - obejmują pewne instytucje, takie jak szpitale, więzienia, areszty, zakłady pomocy społecznej. Przebywający w nich obywatele mają utrudnione możliwości poruszania się i utworzenie odrębnych obwodów ma za zadanie realizacji zasady powszechności wyborów[5] Takie obwody mają często charakter doraźny[5].

## Regulacje w poszczególnych krajach

### Niemcy
Obwody głosowania (Wahlbezirke, Stimmbezirke) obejmują miejscowości do 2500 mieszkańców. Większe miejscowości dzielone są na wiele obwodów, a żaden nie może obejmować więcej niż 2500 mieszkańców .

### Polska
Zgodnie z Kodeksem wyborczym z 5 stycznia 2011 podział na obwody głosowania dokonywany jest w oparciu o podział Polski na gminy i dokonuje go komisarz wyborczy. Obwody takie powinny liczyć 200-4000 mieszkańców (w uzasadnionych przypadkach także mniej). Komisarz wyborczy tworzy też obwody odrębne. Każdy obwód jest oznaczony numerem.
W wyborach do Sejmu, Senatu, na prezydenta oraz w wyborach do Parlamentu Europejskiego Minister Spraw Zagranicznych tworzy również  obwody głosowania dla obywateli polskich przebywających za granicą. Obwody te wchodzą w skład okręgu wyborczego właściwego dla dzielnicy Warszawa Śródmieście. Dla obywateli polskich przebywających na statkach morskich, znajdujących się w podróży w dniu wyborów, minister właściwy do spraw gospodarki morskiej w porozumieniu z Państwową Komisją Wyborczą tworzy obwody obejmujące statek. Wchodzą one w skład okręgu właściwego dola dzielnicy Śródmieście miasta stołecznego Warszawy.